# Valentina Margaglio
Valentina Margaglio, né le 15 novembre 1993, est un skeletoneuse italienne.

## Palmarès

### Championnats monde
- : médaillé de bronze en équipe mixte aux championnats du monde de 2020.

### Coupe du monde
- 4 podiums en individuelle : 3 deuxièmes place et 1 troisième place.
- 1 podium en épreuve mixte : 1 victoire.